# Eduardo Laborde
Eduardo "Pera" Laborde (Buenos Aires, 19 de octubre de 1967-Pinamar, 4 de febrero de 2015) fue un jugador de rugby argentino, integrante del equipo los Pumas.

## Carrera
"El Pera" fue parte de la gran familia del Club Pucará y del seleccionado argentino, donde disputó un Campeonato Mundial en 1991. En Los Pumas jugó un total de tres test matches, con presentaciones ante Samoa, Gales y Australia. Anotó tres puntos, producto de un penal ante los samoanos. Integró la camada 67 de Pucará.
Era hijo de Horacio Laborde, centro de Pucará que participó de la victoria del Rojo ante Irlanda por 11-6, en lo que fue el primer festejo de un equipo argentino ante un seleccionado.
Comenzó a jugar en Pucará a los cuatro años. Ya con apenas 18 años, Eduardo debutó en la primera del club de Burzaco en 1985 y formó parte del plantel de Los Pumas que participó en el Mundial de Inglaterra en 1991, convirtiéndose así en el primer jugador del Rojo en vestir la camiseta del Seleccionado argentino en una Copa del Mundo.
Se desempeñaba como apertura o centro (función que cumplió en sus tres partidos con el seleccionado), y era reconocido tanto por su lectura de juego como por su potencia en ataque y solvencia a la hora de tacklear.
Cuando se retiró de la alta competencia siguió vinculado al rugby y representó al seleccionado argentino sénior, denominado Pumas Classic, en los Mundiales de la categoría.

### Participaciones en Copas del Mundo
Disputó la Copa Mundial de Inglaterra 1991 donde Argentina fue eliminada en primera fase luego de las derrotas ante los Wallabies 32-19, frente a los Dragones rojos 16-7 y Samoa 35-12 donde Laborde marcó un penal.
| Mundial                       | Sede       | Resultado    | PJ | Tries |
| ----------------------------- | ---------- | ------------ | -- | ----- |
| Copa Mundial de Rugby de 1991 | Inglaterra | Primera fase | 3  | 0     |

## Fallecimiento
El exjugador de Los Pumas, Eduardo Laborde, murió trágicamente el miércoles 4 de febrero de 2015 al ser atropellado mientras andaba en bicicleta en  la localidad balnearia de Pinamar,  donde se encontraba de vacaciones.
Todo ocurrió cuando Laborde circulaba en horas del mediodía con su bicicleta por una calle de tierra ubicada cerca del barrio cerrado La Herradura cuando chocó contra un vehículo. Tras el impacto, con traumatismos en varias zonas del cuerpo y en estado grave, fue trasladado al hospital de Pinamar, donde pocas horas después falleció. El ex back estuvo internado varias horas en estado crítico, pero los médicos no pudieron impedir su deceso. Tenía 47 años.
Hasta su muerte estuvo casado con Gabriela Gasiewiez y tuvo 2 hijos Emma y Teo.